# Mark V**
Mark V** (также Mk V**, в русском переводе «Марк пять с двумя звёздами») — британский тяжёлый танк времён Первой мировой войны.
Разрабатывался как развитие более ранней модификации Mark V* («Марк пять со звездой»). Поскольку Mk V* представлял собой удлинённый «линейный» танк Mk V, то оптимальное соотношение длины и ширины машины было нарушено, и в связи с этим маневренность танка упала, а радиус поворота увеличился. Поэтому в мае 1918 года в конструкцию танка внесли некоторые изменения. В частности, уменьшили площадь опорной поверхности гусеницы, увеличив при этом давление на грунт, поставили новый двигатель мощностью 225 л.с., внесли ряд других мелких изменений. Всего было выпущено 197 танков Mk V**.